# Trichamoeba
Trichamoeba ist eine Gattung von Amöben aus der Gruppe der Euamoebida. Ihre Arten finden sich frei-lebend sowohl in Süßgewässern als auch im Meer.

## Merkmale
Trichamoeba-Arten sind schmal bis dick, können sich aktiv fortbewegen und sind dann monopodial (bilden also nur ein Pseudopodium). Fließende Zellen formen strahlenförmige Pseudopodien aus. Ihre Bewegungen sind in der Regel gleichmäßig.
Die Zellen sind in der Regel zwischen 75 und 250 Mikrometer lang. Die Glykokalyx ist deutlich erkennbar. Der Zellkern ist eiförmig. Das Zytoplasma enthält oft bipyramidale Kristalle. Das bulbose Uroid ist glatt oder kurz behaart, manchmal mit feinen Fäden.

## Arten (Auswahl)
- Behaarte Quastenamöbe (Trichamoeba pilosa)
- Trichamoeba hirta (Wallich 1863), Typusart

## Nachweise
Fußnoten direkt hinter einer Aussage belegen die einzelne Aussage, Fußnoten direkt hinter einem Satzzeichen den gesamten vorangehenden Satz. Fußnoten hinter einer Leerstelle beziehen sich auf den kompletten vorangegangenen Absatz.
1. 1 2 3  Andrew Rogerson, David J. Patterson: The Naked Ramicristate Amoebae, In: John J. Lee, G. F. Leedale, P. Bradbury (Hrsg.): An Illustrated Guide to the Protozoa. Band 2. Allen, Lawrence 2000, ISBN 1-891276-23-9, S. 1026, 1040 (englisch).